# رينيه فنسنت
رينيه فنسنت (بالفرنسية: René Vincent)‏ هو رسام فرنسي، ولد في 1879 في باريس في فرنسا، وتوفي في 1936 في Sarzeau ‏ في فرنسا.